# Jarnice-Pieńki
Jarnice-Pieńki (prononciation : [jarˈnit͡sɛ ˈpjɛɲki]) est un village polonais situé dans la gmina de Liw dans le powiat de Węgrów et en voïvodie de Mazovie dans le centre-est de la Pologne.

## Histoire
De 1975 à 1998, le village appartenait administrativement à la voïvodie de Siedlce.